# 宮島洋
宮島 洋（みやじま ひろし、1942年8月1日 - ）は、日本の経済学者。学位は、経済学博士（論文博士・1990年）。東京大学名誉教授。早稲田大学特任教授。父は哲学者の宮島肇、兄は社会学者の宮島喬。

## 略歴
- 1942年 - 東京に生まれる
- 1958年 - 横浜国立大学学芸学部附属横浜中学校卒業
- 1961年 - 東京教育大学附属高等学校（現・筑波大学附属高等学校）卒業
- 1966年 - 東京大学経済学部卒業
- 1972年 - 同大学院博士課程単位取得満期退学、信州大学専任講師
- 1973年 - 信州大学助教授
- 1984年 - 東京大学経済学部助教授
- 1985年 - 同教授
- 1990年 - 「財政再建の研究 -歳出削減政策をめぐって」で経済学博士の学位を取得
- 2003年 - 定年退官、名誉教授、早稲田大学法学学術院教授、早稲田大学法学部特任教授。

## 著書
- 租税論の展開と日本の税制 日本評論社 1986.9
- 財政再建の研究 歳出削減政策をめぐって 有斐閣 1989.1
- 高齢化時代の社会経済学 家族・企業・政府 岩波書店 1992.1 (シリーズ現代の経済)
- 税のしくみ 政治・経済を理解するために 1992.6 (岩波ジュニア新書)
- 高齢社会へのメッセージ 1997.1 (丸善ライブラリー)

## 共編著
- 戦後税制史 佐藤進共著 税務経理協会 1979.10
- 財政 佐藤進共著 東洋経済新報社 1983.10 (経済ゼミナール)
- 公共セクターの効率化 金本良嗣共編 東京大学出版会 1991.11 (東京大学産業経済研究叢書)
- 財政・入門 本間正明共著 JICC出版局 1991.4 (三日間の経済学)
- 財政学 貝塚啓明共著 放送大学 1995.3
- 21世紀を支える税制の論理 第6巻 消費課税の理論と課題 税務経理協会 1995.7
- 財政学 井堀利宏共著 放送大学 2000.3
- 日本の所得分配と格差 連合総合生活開発研究所共編著 東洋経済新報社 2002.10
- 経済政策 2 井堀利宏共著 放送大学 2002.3
- 社会保障と経済 1-3 西村周三、京極高宣共編 東京大学出版会 2009-2010